# Silvestriola artemisiae
Silvestriola artemisiae är en tvåvingeart som först beskrevs av Shinji 1939.  Silvestriola artemisiae ingår i släktet Silvestriola och familjen gallmyggor. Inga underarter finns listade i Catalogue of Life.